# رندنامه
رندنامه، داستان قلاشان یا پیکارِسک (به انگلیسی: Picaresque) یکی از انواع ادبی‌ست که جد رمان‌های امروزی محسوب می‌شود. این نوع داستان غالباً زندگی طبقه متوسط و بورژوا را با لحنی آمیخته به هجو و طنز و مطایبه تصویر می‌کند و اغلب شرح زندگی آدم خانه‌به‌دوش و بی‌سروپا و ماجراجویی از طبقهٔ تهی‌دست است که با دریوزگی و مسخرگی و کلاه‌برداری امرارمعاش می‌کند و از کار جدی و پر زحمت سر باز می‌زند.

## پیشینه
رندنامه در اسپانیای قرن شانزدهم پا به عرصهٔ ظهور گذاشت. معروف‌ترین نمونهٔ این آثار، جیل بلاس (۱۷۱۵) نوشتهٔ آلین رنه لوساژ، نویسندهٔ فرانسوی است. «پیکارو» کلمه‌ای اسپانیایی به معنی «رِند ولگرد» است و رِندنامه در واقع داستانی معمولی راجع به ماجراجویی‌های یک انسان رذل و لاقید است که با زیرکی روزگار می‌گذراند و شخصیت او حتی پس از یک سلسله ماجراها و مخاطرات پرحادثه، به سختی دستخوش تغییر می‌گردد یا اصلاً تغییر نمی‌کند. دانیل دفو در سال ۱۷۱۹ رابینسون کروزوئه و در سال ۱۷۲۲ مال فلاندرز را به رشتهٔ تحریر درآورد. هر دوی این آثار از نظر ماهیت، باز هم رندنامه هستند، به این معنی که ساختار آنها به جای آنکه به صورت پلات، سازمان‌یافته باشد، چندبخشی و چندرویدادی است.

## ویژگی‌ها
رِندنامه از لحاظ روش روایت، واقع‌بینانه؛ از نظر ساختار، چندبخشی (یعنی از یک سلسله حوادث تشکیل شده است که عمدتاً فقط به دلیل آنکه برای یک نفر اتفاق می‌افتند، به صورتی یکپارچه گرد هم آمده‌اند)؛ و از لحاظ تأثیرگذاری بر خواننده، اغلب هجوآمیز است. اولین نمونهٔ انگلیسی از این نوع داستان‌ها که طرحی بسیار هیجان‌انگیز دارد، مسافر بدشانس (۱۵۹۴) نوشتهٔ توماس نش است. همچنین می‌توان ردپای این نوع آثار را در رمان‌هایی که بعدها نوشته شدند، از جمله ماجراهای تام سایر (۱۸۷۶) اثر مارک توین، اعترافات فلیکس کرال (۱۹۵۴) اثر توماس مان و ماجراهای اوگی مارچ (۱۹۵۳) نوشتهٔ ساول بلو مشاهده کرد. فرایند تحول و تکوینِ رمان بیشتر مدیون آثار منثوری است که مانند رِندنامه‌ها، به منظور مقابله با محبوبیت فراوانِ آثار داستانیِ رمانتیک یا آرمانی نوشته شدند. داستان بلندِ سروانتس به نام دن کیشوت (۱۶۰۵) که «شبه‌رندنامه» محسوب می‌شود، اولین و مهم‌ترین پدر رمان معاصر است؛ در این رمان، از مردی کله‌شق و در عین حال جذاب که تلاش می‌کند با توسل به آرمان‌های عشق جوانمردانه در زندگی روزمره، روزگارِ شیرین‌تری برای خود فراهم آورد، برای تشریحِ روابطِ میان تخیل و واقعیت در زندگی انسان استفاده می‌شود.

## روایت پیکارسک
قالبی در ادبیات داستانی است که در قرن شانزدهم میلادی در اسپانیا در جریان بود. پیکارو در زبان اسپانیایی به معنای آدم دغل و دو دوزه باز و نانجیب است. شخصیت اصلی در روایت پیکارسک معمولاً آدمی بی‌هویت، آواره، باهوش و در عین حال زیرک است که شخصیتش دستخوش تغییر می‌شود. موضوع پیکارسک بر محور گریزها و ماجراهای زندگیِ چنین شخصیتی دور می‌زند.